# Alexei Stepanowitsch Dessjattschikow
Alexei Stepanowitsch Dessjattschikow (russisch Алексей Степанович Десятчиков, engl. Transkription Aleksey Desyatchikov; * 31. Oktober 1932 in Moskau; † 4. Juni 2018) war ein sowjetischer Langstreckenläufer.
Bei den Olympischen Spielen 1960 in Rom wurde er über 10.000 m Vierter.

## Persönliche Bestzeiten
- 5000 m: 13:52,6 min, 13. August 1960, Moskau
- 10.000 m: 28:39,6 min, 8. September 1960, Rom